# Heteroleuca apicilineata
Heteroleuca apicilineata là một loài bướm đêm trong họ Geometridae.